# Chongshing
Chongshing är en gewog i Bhutan.   Den ligger i distriktet Pemagatshel, i den sydöstra delen av landet, 180 kilometer öster om huvudstaden Thimphu.
I omgivningarna runt Chongshing växer i huvudsak blandskog. Runt Chongshing är det ganska tätbefolkat, med 80 invånare per kvadratkilometer.